# Louis du Bellay
Pour les autres membres de la famille, voir Famille du Bellay.
Louis du Bellay (vers 1445-1504) est un ecclésiastique français qui a été abbé de l'abbaye Saint-Florent de Saumur entre 1474 et 1504. Louis est le fils de Jean III du Bellay, et de Jeanne de Logé. Il a succédé à la tête de Saint-Florent lès Saumur, à son oncle Jean du Bellay, dit le Jeune en 1474. D'après des sources des archives départementales du Maine-et-Loire, Louis a obtenu l'autorisation pontificale pour pouvoir disposé de plusieurs bénéfices dès l'âge de 16 ans. Au moment du texte, il en avait 12. À cette époque, il faisait déjà partie de l'abbaye.

## Ses bénéfices
Pendant l'abbatiat de son oncle, il reçoit des bénéfices au sein de l'abbaye dans la région de Saint-Florent-le-Vieil (cellérerie de Saint-Florent et prévôté de Saint-Laurent-du-Mottay) ainsi que le prieuré de Distré. En 1474, il reçoit la sacristie de Saint-Florent-le-Vieil ce qui lui confère la plupart des pouvoirs que l'abbaye détenait sur la région au sud de la Loire autour de Saint-Florent. Une fois abbé, il conserve ses bénéfices et en obtient même de nouveaux comme le prieuré des Ulmes ou celui de Saint-Philbert du Cellier (1475-1478). Il reçoit en 1483, le prieuré de L'Abbaye-sous-Dol et en 1485, le prieuré de Céaux (diocèse d'Avranches) après un conflit avec l'abbé de Saint-Julien de Tours.